# Samsung Galaxy Note II
Pour les articles homonymes, voir Samsung Galaxy Note.
Le Samsung Galaxy Note II est un smartphone de type phablette de 5,55 pouces de la firme sud-coréenne Samsung. Il fait partie de la gamme Galaxy Note.
Il succède au Galaxy Note et peut porter les noms GT-N7100 (version 3G) ou GT-N7105 (version LTE). Il fait partie de la gamme Galaxy Note avec les Galaxy Note 10.1 doté d'un écran de 10,1 pouces et Galaxy Note 8.0 (un écran de 8 pouces).

## Présentation

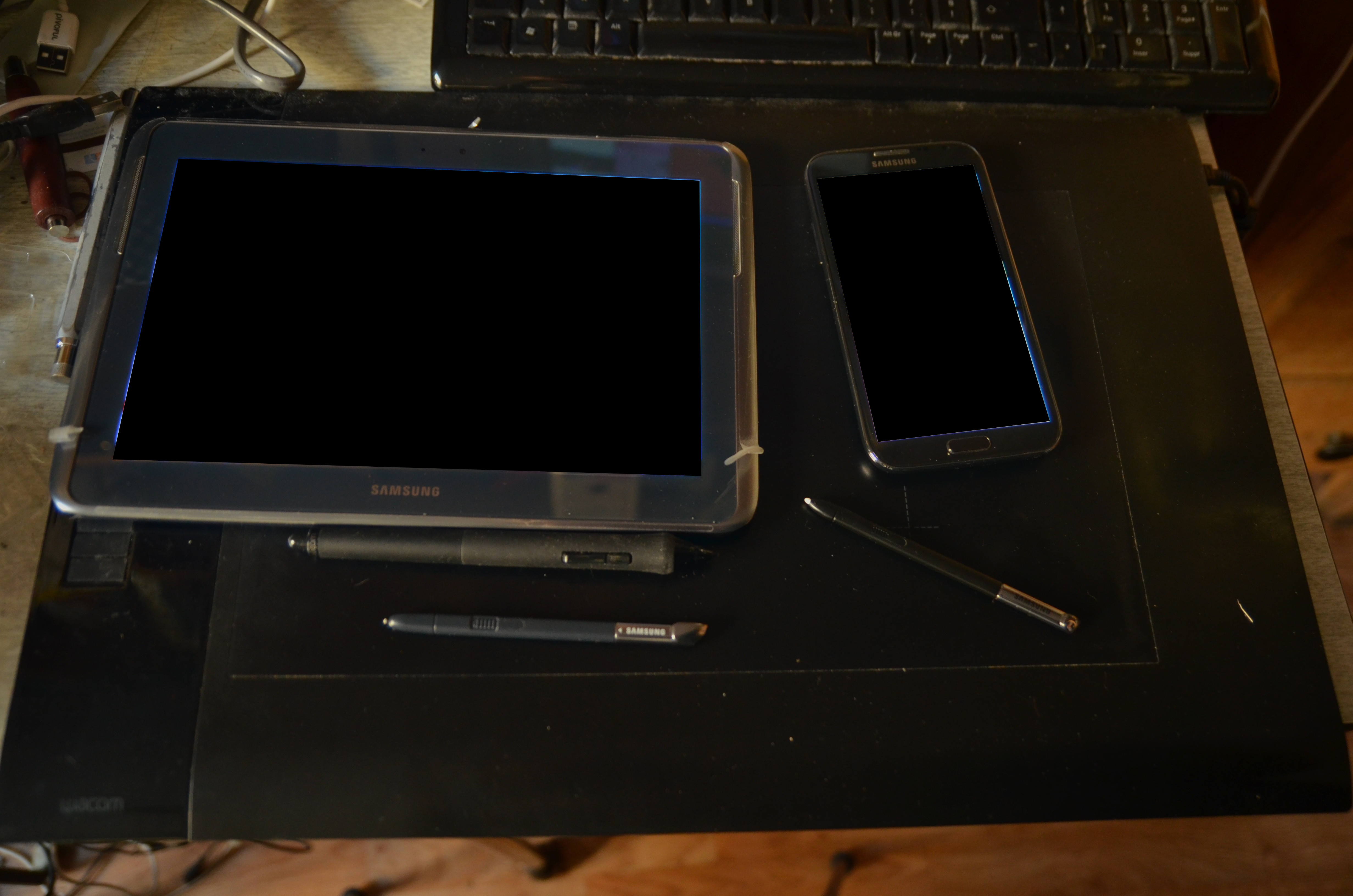
Galaxy Note II et Galaxy Note 10.1 sur une tablette graphique Wacom Intuos4

Cette série a la particularité d'être équipée d'un stylet, nommé « S Pen » de technologie Wacom, comportant plusieurs niveaux de pression, permettant ainsi aux dessinateurs et autres concepteurs de retrouver les sensations d'outils graphiques et de pouvoir ainsi exprimer davantage leur créativité et ainsi exprimer la sensibilité personnelle dans les tracés. C'est donc un outil tout à fait adapté à la peinture numérique. Si certains outils tels que le logiciel libre de dessin Markers permettent également de gérer plusieurs niveaux de pression avec les doigts sur de nombreux téléphones et tablettes tactiles grâce à la classe « MotionEvent » de l'API Dalvik d'Android, la précision de la pointe est évidemment plus grande qu'avec les doigts mais aussi qu'avec les autres stylets capacitifs ne gérant pas la pression et ayant généralement une pointe large pour faire passer les charges électriques.
Il a été officiellement annoncé par Samsung le 29 août 2012 lors du salon IFA de Berlin et sort mondialement à partir d'octobre 2012 Il est sorti le 6 octobre 2012 en France et a suivi rapidement au Royaume-Uni et en Europe.
Par rapport au Note, le Note 2 a une résolution qui baisse avec 265 ppp (285), sa surface d'affichage augmente avec 85 cm2 (81), la longueur de l'écran augmente avec 12,27 cm (11,41), la largeur de l'écran diminue avec 6,90 cm (7,13) et sa masse augmente légèrement avec 180 g (178).

### Améliorations de Touchwiz
Le système - basé sur Android Jelly Bean 4.1 - et la surcouche d'interface de Samsung - TouchWiz - amènent quelques nouveautés par rapport à un Android de base.
Le support de fenêtres système a été ajouté, supporté par une douzaine d'applications livrées (S Note, email, Galerie, Message, Lecteur Vidéo, etc). Pour cela, une pression longue sur le bouton retour active un onglet qui, lorsqu'il est ouvert, propose l'ensemble des applications compatibles. Il suffit alors de glisser l'icône de l'application désirée sur la moitié de l'écran où elle doit être affichée. Ce système existe également sur le Galaxy Note 10.1 et est également disponible sur Galaxy S III lors de sa mise à jour en Android Jelly Bean. Elle sera largement reprise par la concurrence dans les années suivantes.
La connexion du casque ou de la prise USB, la sortie du stylet S Pen de son fourreau ou bien encore le passage en mode itinérance, déclenchent une page de bureau supplémentaire dédiée, où l'on peut passer des widgets qui seront utilisés dans ces conditions. Par défaut S-Note pour le stylet, et la lecture audio et vidéo lorsque le casque est branché. Une ligne d’icônes est également ajoutée dans la page de notification.
Le stylet S Pen apporte aussi de nouvelles fonctionnalités, comme Air View qui permet de pré-visualiser des contenus (vidéo, photo, e-mail et calendrier), cette fonctionnalité fonctionne aussi sur le navigateur par défaut et remplace le pointeur d'une souris. Commande rapide est une fonctionnalité qui nécessite le stylet, elle permet - via un geste sur l'écran du bas vers le haut avec le stylet - d'ouvrir des applications ou des paramètres via des reconnaissances d'écriture et des commandes personnalisées. Easy Clip est la fonctionnalité de découpage d'image, via une pression sur le bouton du stylet et le détour de l'image ou du texte voulu puis il est possible de partager ce découpage. D'autres mouvements dépendent du stylet, ces fonctionnalités sont aussi présentes sur le Galaxy Note 8.0 et Galaxy Note 10.1 premium suite. S Voice assistant vocal développé par Samsung qui concurrence Siri d'Apple et qui vient du Galaxy S III, comme veille intelligente et Pop up Play.